# Малаика Арора Хан
Малаика Арора Хан (на английски: Malaika Arora Khan, хинди: मलाइका अरोड़ा खान) е индийска актриса, продуцентка, танцьорка, телеводеща. Сестра е на актрисата Амрита Арора.

## Биография
Малаика е роден на 23 август 1973 г. Сестра и Амрита Арора също е актриса.
През 1998 година, тя се омъжва за актьора Арбааз Хан. През 2002 г. се ражда синът и Архаан. На 28 март 2016 г. те обявяват раздялата си.

## Филмография

### Като актриса
| Година | Филм                  | Роля                                 |
| ------ | --------------------- | ------------------------------------ |
| 2002   | „Kaante“              | Лиза                                 |
| 2010   | „Къща пълна“          | Пуя                                  |
| 2012   | „Къща пълна 2“        | Сарла / Хетал / Анаркали (в песента) |
| 2014   | „Честита Нова Година“ | Себе си                              |

### Като танцьорка
| Година | Филм                 | Песента                   |
| ------ | -------------------- | ------------------------- |
| 1998   | „На пръв поглед“     | „Chaiyya Chaiyya“         |
| 2000   | „Bichhoo“            | „Ekwari Tak Le“           |
| 2002   | „Kaante“             | „Maahi Ve“                |
| 2005   | „Kaal“               | „Kaal Dhamaal“            |
| 2007   | „Welcome“            | „Hoth Rasiley“            |
| 2010   | „Безстрашен ченге“   | „Munni Badnaam Hui“       |
| 2012   | „Къща пълна 2“       | „Anarkali Disco Chali“    |
| 2012   | „Безстрашен ченге 2“ | „Pandey Ji“               |
| 2015   | „Dolly Ki Doli“      | „Fashion Khatam Mujh Par“ |